# Matsumura Jinzō

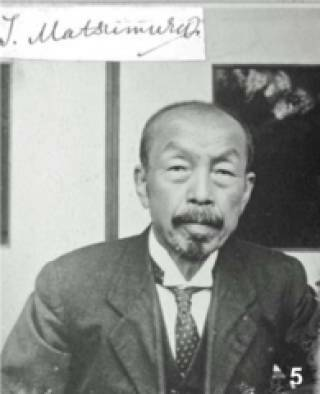
Matsumura Jinzō

Matsumura Jinzō (japanisch 松村 任三; geboren 14. Februar 1856 in Matsuoka (Provinz Hitachi); gestorben 4. Mai 1928) war ein japanischer Botaniker.

## Leben und Wirken
Matsumura Jinzō wurde als ältester Sohn des Hausältesten (Karō) der in Matsuoka residierenden Nakayama geboren. Nachdem er die „Daigaku Nankō“ ohne Abschluss verlassen hatte, arbeitete er ab 1877 im Botanischen Garten der Universität Tokio, heute „Koishikawa Botanischer Garten“ genannt. 1886 konnte er Deutschland besuchen und bildete sich dort unter Julius Sachs an der Universität Würzburg und unter Ernst Pfitzer an der Universität Heidelberg auf dem Gebiet der Pflanzentaxonomie weiter.
1890 wurde Matsumura zum Professor an der Universität Tokio ernannt. Er führte wissenschaftliche Methoden ein wie Pflanzentaxonomie und -anatomie. 1906 besuchte er noch einmal Europa, dazu die USA. 1909 wurde er Mitglied der „Kaiserlichen Akademie“ (帝国学士院, Teikoku Gakushiin). 1922 ging er in den Ruhestand.
Matsumura verfasste zahlreiche Aufsätze und viele Bücher, beginnend 1884 mit Nihon Shokubutsu Meii (日本植物名彙) – „Glossar der Pflanzen Japans“. Sein botanisches Kürzel ist „MATSUM.“. Einer seiner Schüler war der Botaniker Hayata Bunzō (1874–1934).